# Synaldis rotundidens
Synaldis rotundidens är en stekelart som beskrevs av Fischer 1967. Synaldis rotundidens ingår i släktet Synaldis och familjen bracksteklar. Inga underarter finns listade i Catalogue of Life.